# 마다가스카르의 대통령 목록

마다가스카르 대통령기

이 목록은 마다가스카르의 대통령 목록이다.
| 재임 기간                          | 이름                                     | 출신 및 소속 정당         | 비고                                                 |      |
| ---------------------------------- | ---------------------------------------- | ------------------------- | ---------------------------------------------------- | ---- |
| 말라가시 공화국                    | 자치                                     | 자치                      | 자치                                                 | 자치 |
| 1959년 5월 1일 ~ 1960년 6월 26일   | 필리베르 치라나나, 대통령                | PSD                       |                                                      |      |
| 말라가시 공화국                    |                                          |                           |                                                      |      |
| 1960년 6월 26일 ~ 1972년 10월 11일 | 필리베르 치라나나, 대통령                | PSD                       | 군부의 압력으로 사임                                 |      |
| 1972년 10월 11일 ~ 1975년 2월 5일  | 가브리엘 라마난초아, 국가 원수           | Mil                       | 사임함                                               |      |
| 1975년 2월 5일 ~ 1975년 2월 11일   | 리샤르 라치만드라바, 국가 원수           | Mil                       | 암살됨                                               |      |
| 1975년 2월 12일 ~ 1975년 6월 15일  | 질 안드리아마하조, 고등지도평의회 의장   | Mil                       |                                                      |      |
| 1975년 6월 15일 ~ 1975년 12월 30일 | 디디에 라치라카, 최고혁명평의회 의장     | Mil                       | 첫 번째 임기                                         |      |
| 마다가스카르 민주 공화국           |                                          |                           |                                                      |      |
| 1975년 12월 30일 ~ 1976년 1월 4일  | 디디에 라치라카, 최고혁명평의회 의장     | Mil                       | 첫 번째 임기                                         |      |
| 1976년 1월 4일 ~ 1992년 9월 12일   | 디디에 라치라카, 대통령                  | FNDR                      | 첫 번째 임기                                         |      |
| 마다가스카르 공화국                |                                          |                           |                                                      |      |
| 1992년 9월 12일 ~ 1993년 3월 27일  | 디디에 라치라카, 대통령                  | AREMA                     | 첫 번째 임기                                         |      |
| 1993년 3월 27일 ~ 1996년 9월 5일   | 알베르 자피, 대통령                      | UNDD                      | 사임함                                               |      |
| 1996년 9월 5일 ~ 1997년 2월 9일    | 노르베르 라치라호나나, 대통령 권한 대행  | AVI                       |                                                      |      |
| 1997년 2월 9일 ~ 2002년 7월 5일    | 디디에 라치라카, 대통령                  | AREMA                     | 두 번째 임기                                         |      |
| 2002년 7월 5일 ~ 2009년 3월 17일   | 마르크 라발로마나나, 대통령              | TIM                       | 2009년 쿠데타로 축출                                 |      |
| 2009년 3월 17일 ~ 2014년 1월 25일  | 안드리 라조엘리나, 고등잠정통치기구 의장 | TGV                       | 2009년 2월 7일 쿠데타로 정권 장악                    |      |
| 2014년 1월 25일 ~ 2018년 9월 18일  | 헤리 라자오나리맘피아니나, 대통령        | New Forces for Madagascar |                                                      |      |
| 2019년 1월 19일 ~ 현재             | 안드리 라조엘리나, 대통령                | TGV                       | 5명의 전현직 대통령들을 모두 모아 다시 선거를 실시함 |      |

## 보기
- PSD - 마다가스카르 코모로 사회민주당
- FNDR - 말라가시 혁명 전위대
- AREMA - 마다가스카르 회복 연합 (말라가시 혁명 전위대 (FNDR)에서 개명)
- UNDD - 민주개발국민연합
- AVI - 아사 비타 노 이팜피차라나
- TIM - 티아코 이 마다가시카라
- TGV - 타노라 말라가시 보노나
- Mil - 군인

## 같이 보기
- 말라가시의 군주 목록
- 마다가스카르의 총리